# Harvey Bernhard
Harvey Bernhard (Seattle, 5 de marzo de 1924 – Kirkland (Washington), 16 de enero de 2014) fue un productor de cine estadounidense. Colaboró  con Richard Donner en La profecía (1976), Los Goonies (1985) y Jóvenes ocultos (1987), entre otros proyectos.

## Biografía
Bernhard nació el 5 de marzo de 1924 en Seattle del matrimonio conformado por  Moe Bernhard y Rose Minnie Cohn. Tuvo dos hermanas, Selma y Inez. Sirvió en la Segunda Guerra Mundial, y se licenció en la Universidad de Stanford en 1947.
Participó activamente en la creciente industria del entretenimiento de Las Vegas en la década de 1950, y luego se mudó a Hollywood para ser pionero en la producción de los primeros documentales de televisión con Sandy Howard, David Wolper y Metromedia Producers Corporation antes de convertirse en un productor de películas independiente. Sus créditos cinematográficos como productor incluyen "The Mack" (1973), La profecía (1976), Los Goonies (1985), Jóvenes ocultos (1987) y productor ejecutivo de Lady Halcón (1985).

## Vida persona y muerte
Bernhard se casó con Lillian Vera Kramer el 23 de junio de 1962 hasta su muerte. Sus hijos era Robert Brown y Craig Allen Bernhard.
Bernhard murió el 16 de enero de 2014 en Kirkland (Washington).

## Filmografía parcial
Como productor
- Goldy el chulo (The Mack), de Michael Campus (1973)
- Tres golpes al día (Thomasine & Bushrod), de Gordon Parks Jr. (1974)
- La profecía (The Omen), de Richard Donner (1976)
- La maldición de Damien (Damien: Omen II), de Don Taylor, Mike Hodges (1978) (también guionista)
- El fin de Damien (Omen III: The Final Conflict), de Graham Baker (1981)
- Con la bestia dentro (The Beast Within), de Philippe Mora (1982)
- Lady Halcón (Ladyhawke), de Richard Donner (1985)
- The Goonies, de Richard Donner (1985)
- Jóvenes ocultos (The Lost Boys), de Richard Donner (1987)
- La profecía 4: El renacer (Omen IV: The Awakening), de Jorge Montesi y Dominique Othenin-Girard (1991) (también guionista)